# Aculepeira ceropegia
Espèce
Synonymes
- Aranea ceropegia Walckenaer, 1802
- Araneus ceropegius Walckenaer, 1802
- Araneus vachoni Karol, 1964

Aculepeira ceropegia est une espèce d'araignées aranéomorphes de la famille des Araneidae.
Son nom vernaculaire est Épeire des bois, ou Épeire feuille de chêne, à cause du motif sur son abdomen.

## Distribution
Cette espèce se rencontre en Europe, en Turquie, en Russie jusqu'en Sibérie occidentale et au Kazakhstan.
Elle est commune dans les régions tempérées d'Europe. 

## Habitat
Elle est assez courante dans les montagnes et vit dans les prairies et les buissons bas (en particulier les genêts) en lisière de forêts,.
On la rencontre en montagne jusqu'à 3 000 m d'altitude.

## Description
Le mâle mesure 8 mm et la femelle de 13 à 15 mm. 

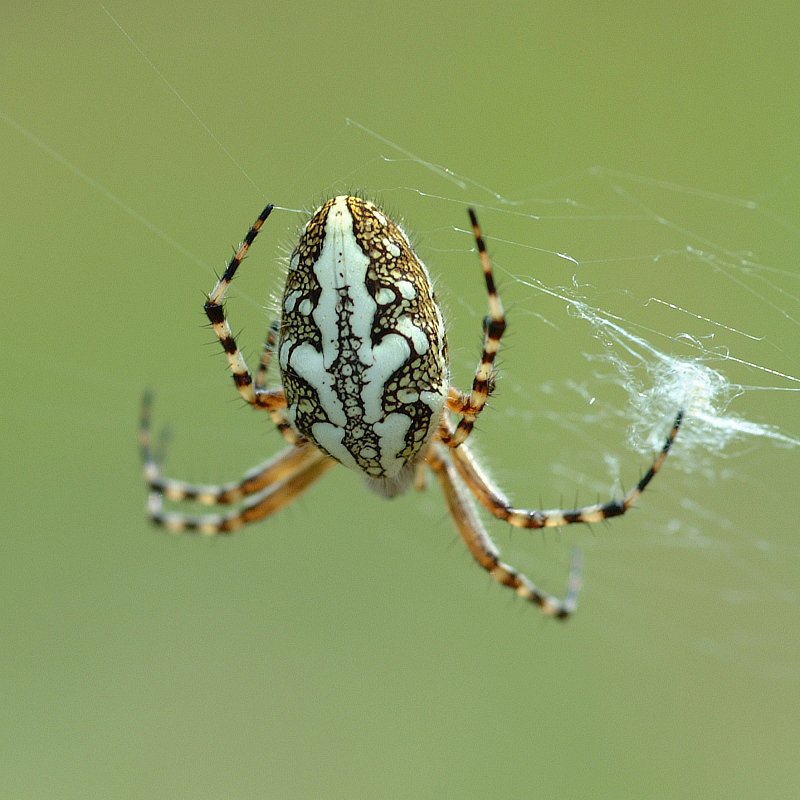
Aculepeira ceropegia

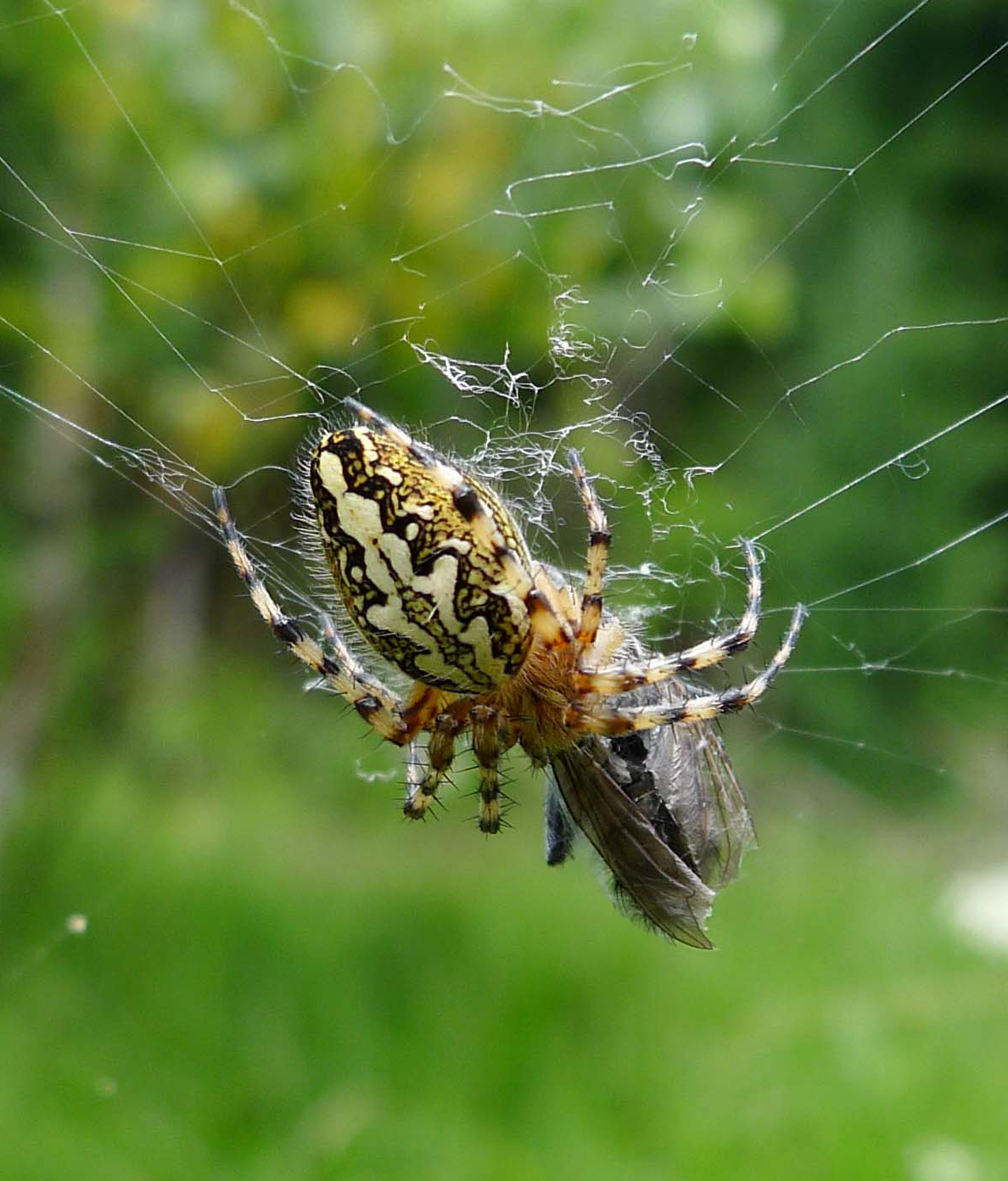
Aculepeira ceropegia ♀

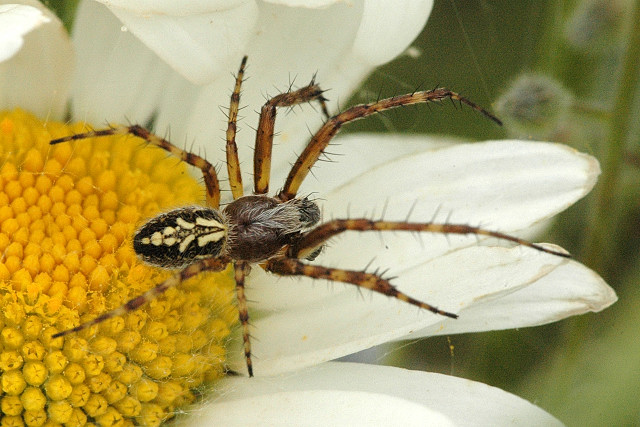
Aculepeira ceropegia ♂

Elle présente, au niveau du dos de l'abdomen en forme de ballon de rugby, un folium (dessin qui affecte le forme d'une feuille ornementale) caractéristique utilisé pour sa diagnose. Ce dessin blanchâtre évoque un candélabre ou une feuille de chêne, d’où le nom anglais d'oak spider, « araignée du chêne ». Cette araignée peut cependant être confondue avec Neoscona adianta qui arbore le même dessin.

## Biologie
Bien qu'elle séjourne longuement au milieu de sa toile dont le centre est abondamment revêtu de fils blancs duveteux, elle aménage un refuge à proximité d'une surface de soie plus dense où elle s'abrite en cas de mauvais temps. Cette araignée est assez farouche : elle se jette hors de sa toile à l'approche d'un intrus, accrochée à un fil qui lui permet de remonter le danger passé.
L'accouplement et la ponte ont lieu en automne. Les cocons sont cachés dans les fentes de l'écorce des arbres.

## Systématique et taxinomie
Cette espèce a été décrite sous le protonyme Aranea ceropegia par Walckenaer en 1802. Elle est placée dans le genre Epeira par Walckenaer en 1805 puis dans le genre Aculepeira par Punda en 1975.
Araneus vachoni a été placée en synonymie par Levi en 1977.

## Étymologie
Le nom du genre Aculepeira dérive du latin aculeus (épineux, pointu) et d'Epeira (épeire), signifiant littéralement « épeire épineuse » ou « épeire pointue », allusion à ses pattes épineuses ou à son abdomen assez pointu à l’extrémité. L'épithète spécifique ceropegia vient du grec κηρος (keros, « cire ») et de πηγη (pege, « fontaine », « source »), référence possible à la forme du dessin dorsal qui ressemble à un candélabre.

## Publication originale
- Walckenaer, 1802 : Faune parisienne. Insectes. ou Histoire abrégée des insectes des environ des Paris, Paris, vol. 2, p. 187-250.